# Інститут країн Азії та Африки
Інститут країн Азії та Африки — факультет МДУ.
До 1972 року навчальний заклад існував під назвою Інститут східних мов.
Сьогодні на факультеті студенти вивчають мови країн Азії (китайська, корейська, турецька, японська, монгольська, арабська, іврит, гінді, санскрит та інші) та деякі африканські мови (суахілі, амхарська та інші).

## Видатні випускники
- Борис Акунін (1978)
- Жириновський В. В. (1970)
- Новакова О. В. (1962)
- Карасін Г. Б. (1971)
- Сухін В. Я. (1965)
- Павлов М. В. (1973)
- Карчава О. О. (1971)
- Моргунов І. А. (1981)
- Малашенко О. В. (1974)
- Кунадзе Г. Ф. (1971)